# Евсюков, Владимир Иосифович
Владимир Иосифович Евсюков (30 ноября 1915, п. Илларионовский, Терская область, Российская империя — 26 июля 2001, Краснодар, Россия) — советский военачальник, генерал-майор (07.05.1960)

## Биография
Родился 30 ноября 1915 года в посёлке Илларионовский (ныне, город Минеральные Воды, Ставропольский край, Россия). Русский.

### Военная служба

#### Межвоенные годы
В РККА с 25 сентября 1936 года, проходит обучение  курсантом Саратовского бронетанкового училища. С января 1939 года, после окончания училища лейтенант Евсюков  назначен  командиром танкового взвода 3-го отдельного легкотанкового полка (Рязань, МВО). С сентября 1939 года назначен командиром танковой роты 97-го отдельного танкового батальона 39-й отдельной легкотанковой бригады. В  составе этой бригады принимал участие в советско-финляндской войне. С 31 октября 1940 года - командир танковой роты 35-го танкового полка 18-й танковой дивизии (Калуга, МВО).

#### Великая Отечественная война
С началом Великой Отечественной войны старший лейтенант Евсюков в прежней должности. С 6 июля 1941 года  дивизия принимала участие в контрударе в направлении Лепеля. С 10 августа 1941 года назначен  помощником начальника штаба 35-го танкового полка по спецработе 18-й танковой дивизии. С сентября 1941 года назначен на должность  заместителя командира 60-го отдельного танкового батальона. С 15 декабря 1941 года переведён  в резерв полевого управления 30-й армии Калининского фронта.  
С 15 января 1942 года - командир 145-го отдельного танкового батальона  161-й  танковой бригады Калининского фронта. Принимал участие  Ржевско-Вяземской наступательной операции, за эти бои  был награждён орденом Красного Знамени и медалью «За отвагу».  С 13 мая 1942 года майор Евсюков назначен начальником оперативного отделения штаба 30-й армии Калининского фронта. С 26 июня 1942 года - начальник штаба автобронетанковых войск 30-й армии. С 16 июля 1942 года - заместитель начальника автобронетанкового управления 30-й армии.  Со 2 августа 1942 года - командир 238-й танковой бригады. Бригада под командованием Евсюкова (с 31 августа в составе Западного фронта) прочно удерживала занимаемый рубеж на подступах к городу Ржев  и периодически вела наступательные бои с целью улучшения позиций частей и соединений. 22 ноября 1942 года  бригада выведена в резерв Ставки ВГК на переформирование.
С 20 февраля 1943 года  подполковник Евсюков - слушатель КУКС при Военной академии механизации и моторизации РККА им. И. В. Сталина. После окончания курсов с 20 июля 1943 года назначен  командиром 80-й танковой бригады 20-го танкового корпуса Брянского фронта где  принял участие в Орловской стратегической наступательной операции («Кутузов»). С 1 сентября 1943 года  по 17 апреля 1944 года бригада под командованием Евсюкова в составе  20-го танкового корпуса  44-й армии Южного фронта, 5-й ударной армии 4-го Украинского фронта, 5-й гвардейской танковой армии 2-го Украинского фронта участвовали в Донбасской,  Нижнеднепровской , Мелитопольской, Днепровско-Карпатской,  Корсунь-Шевченковской,  Уманско-Ботошанской наступательных операциях. За эти бои командир бригады Евсюков был нграждён орденами Красного Знамени и Суворова II степени, а так же американским орденом «Легион почёта». 30 апреля 1944 года бригада была  выведена в резерв Ставки ВГК и дислоцировалась под городом Тульчин Винницкой области Украинской ССР, а к концу марта 1945 года была переброшена в состав 2-го Белорусского фронта в район Раудтен — Дорнбруш, где  выполняла боевую задачу по уничтожению войск противника в районе города Глогау (Германия, ныне — Глогув, Польша) и ликвидации прорыва немецких войск к городу Бреслау (Германия, ныне — Вроцлав, Польша).

#### Послевоенное время
После войны полковник Евсюков продолжил командовать бригадой.  21 июня 1945 года, после преобразования бригады в полк, назначен командиром 80-го танкового полка 20-й танковой дивизии. С июля 1946 года - заместитель командира 105-го стрелкового корпуса (СГВ). С 29 ноября 1946 года - начальник разведывательного отдела управления БТ и МВ СГВ. С 24 июня 1947 года - помощник начальника штаба управления БТ и МВ СГВ по разведывательной работе. С 18 января 1950 года - начальник разведки, он же заместитель начальника штаба управления БТ и МВ СГВ по разведке. С 24 апреля 1951 года начальник разведки, он же заместитель начальника штаба управления БТ и МВ Закавказского военного округа по разведке. С 7 января 1952 года - в распоряжении командующего БТ и МВ Советской Армии. С 15 января 1952 года - начальник штаба 31-й гвардейской механизированной дивизии.
С 18 ноября 1955 года - слушатель основного курса Высшей военной академии им. К. Е. Ворошилова. С 12 ноября 1957 года, после окончания академии, назнчен  командиром 39-й гвардейской танковой дивизии. С 27 июля 1960 года - начальник Ташкентского танкового училища. С 30 октября 1965 г. - Помощник командующего по ВУЗ, он же начальник отдела ВУЗ Приволжского ВО.
27 июня 1970 года гвардии генерал-майор Евсюков уволен в запас.
Указом Президента Российской Федерации № 212 от 19 февраля 1996 года,  за отличия в руководстве войсками при проведении боевых операций в период Великой Отечественной войны 1941-1945 годов, был награждён орденом Жукова.

## Награды и звания
РФ
- орден Жукова (19.02.1996)

СССР
- три ордена Красного Знамени (28.05.1942, 22.01.1943,  30.12.1956[6])
- орден Суворова II степени (24.04.1944)
- два ордена Отечественной войны I степени  (06.04.1985)[7]
- орден Красной Звезды (13.06.1952)[6]
  - медали в том числе:
  - «За отвагу» (11.03.1942)
  - «За боевые заслуги» (03.11.1944)[6]
  - «За оборону Москвы» (1944)
  - «За победу над Германией в Великой Отечественной войне 1941—1945 гг.» (1945)
  - «Ветеран Вооружённых Сил СССР» (1976)
- Почетный гражданин города Звенигородка (Черкасская область, Украина)

Других стран
 США:
- офицер ордена «Легион почёта» (11.06.1944)

 ПНР
- медаль «Победы и Свободы»